# مارك ويلسون (لاعب غولف)
مارك ويلسون (بالإنجليزية: Mark Wilson)‏ هو لاعب غولف أمريكي، ولد في 31 أكتوبر 1974 في مينوموني فولز في الولايات المتحدة.

## وصلات خارجية
- مارك ويلسون على موقع رابطة لاعبي الغولف المحترفين (الإنجليزية)
- مارك ويلسون على موقع التصنيف العالمي الرسمي للغولف (الإنجليزية)